# Шмыгли (Лохвицкий район)
Шмы́гли (укр. Шмиглі) — село,
Яхниковский сельский совет,
Лохвицкий район,
Полтавская область,
Украина.
Код КОАТУУ — 5322688404. Население по переписи 2001 года составляло 47 человек.

## Географическое положение
Село Шмыгли находится на правом берегу реки Сухая Лохвица,
выше по течению на расстоянии в 1,5 км расположено село Жабки,
ниже по течению и на противоположном берегу расположено село Яхники.

## Происхождение названия
На территории Украины 2 населённых пункта с названием Шмыгли.

## История
- 1650 — дата основания.